# Trichomycterus maracaiboensis
Trichomycterus maracaiboensis és una espècie de peix de la família dels tricomictèrids i de l'ordre dels siluriformes.

## Morfologia
Els mascles poden assolir els 4,4 cm de llargària total.

## Distribució geogràfica
Es troba a la conca del llac Maracaibo (Veneçuela).